# Orcula restituta
Orcula restituta is een slakkensoort uit de familie van de Orculidae. De wetenschappelijke naam van de soort is voor het eerst geldig gepubliceerd in 1887 door Westerlund.